# 혼카와교
혼카와 교(일본어: 本川橋)는 히로시마현 히로시마시의 규오오타가와(旧太田川)에 있는 트러스교형 다리이며, 도로교와 인도교의 역할을 모두 수행하도록 설계되었다.